# Fredrik Wærn
Fredrik Wærn, född 4 maj 1884 i London, död 29 oktober 1958, var en svensk ingenjör.
Wærn, som var son till löjtnant Carl Wærn och Emily Detmold, utexaminerades från Kungliga Tekniska högskolan 1907. Han var anställd i Nya Förenade Elektriska AB 1907–1912, General Electric Company i Schenectady 1912–1913, Vattenfallsstyrelsen, Älvkarleby kraftverk 1913–1915, inköpschef hos Asea i Västerås 1915–1919 och verkställande direktör i Svenska elektricitetsverkens ekonomiska förening i Stockholm 1919–1951. Han var deputerad i Ränte- och kapitalförsäkringsanstalten i Stockholm 1931 och styrelseledamot där 1945–1955. Han företog studieresor i Europa och USA och utgav diverse avhandlingar i tekniska frågor.